# Michael Poulsen
Michael Schøn Poulsen (født 1. april 1975 i Ringsted) er en dansk sanger, guitarist og sangskriver mest kendt som forsanger for heavy metalbandet Volbeat. Han er endvidere tidligere forsanger i heavymetal bandet Dominus. I 2023 etableret han dødsmetal-bandet Asinhell.
Poulsen er Volbeats primære sangskriver, og han blev nomineret som "Årets håb" til Årets Steppeulv i 2006. Han er blevet nomineret til årets sanger flere gange ved forskellige prisoverrækkelser og vandt prisen ved Danish Music Awards i 2008.

## Opvækst
Poulsen blev født 1. april 1975 i Ringsted, hvor han voksede op i en arbejderfamilie. Hans forældre var glade for rock and rollmusik og var store fans af Elvis Presley, Jerry Lee Lewis, Johnny Cash og Chuck Berry. Som teenager stiftede han via sine venner bekendtskab med heavy metal og bands som Metallica, Iron Maiden, Whitesnake, Deep Purple, Iced Earth og Black Sabbath.
I 9. klasse droppede han en eksamen for i stedet at få sin første tatovering, der forestillede coveret fra et Mercyful Fate-album. I en alder af 17 flyttede han til København, hvor han midlertidigt arbejdede som lærervikar for at tjene penge.

## Karriere
I 1991 var Poulsen medstifter af bandet Dominus. Dominus udgav fire albums mellem 1994 og 2000, der varierede end del i stilen. Blandt udgivelserne var albummet Vol.Beat fra 1997, som senere skulle lægge navn til hans andet band. Poulsen har udtalt, at en stor del af hans inspiration i denne periode var Chuck Schuldiner og hans band Death. I Dominus havde Poulsen langt hår, sort tøj med omvendte kors og pentagrammer, og der blev set skævt til ham i hjembyen Ringsted. Politiet kontaktede endda hans forældre, da der var begået hærværk på byens kirke, fordi de mente han kunne være involveret. De lokale medier omtalte bandet som "det farlige, uhyggelige og sataniske Dominus". I 2001 forlod Poulsen Dominus, fordi han havde nogle ideer, som han ikke kunne realisere med bandet, som herefter gik i opløsning. Han var på dette tidspunkt træt af death metalmusik og death metalscenen i Danmark.
Han skrev herefter fem nye sange, der var mere rock and roll-inspirerede. Han kontaktede Jon Larsen, som var en gammel ven, og de fandt sammen med Anders Kjølholm og Teddy Vang, der begge havde været med i Dominus i kortere perioder. De etablerede Volbeat og udsendte det selvbetitlede debutdemo i 2002. Kort efter udgivelsen af den anden demo i 2003, Beat the Meat, forlod Vang bandet, og Franz "Hellboss" Gottschalk, der også havde været med i Dominus, overtog som guitarist.
Volbeats første album blev udsendt i september 2005. Albummet kom, som det første danske metalalbum i 20 år, ind i top 20 på Hitlisten, hvor det toppede som nr. 18. Poulsen var den primære sangskriver på næsten alle sangene, og han blev nomineret til "Årets sanger" og "Årets komponist" ved Årets Steppeulv dette år. Den 22. april 2006 optrådte Poulsen med nogle af Elvis Presleys studiemusikere i København.
Volbeats andet album, Rock the Rebel / Metal the Devil fra 2007, og deres tredje udgivelse, Guitar Gangsters & Cadillac Blood fra 2008, gik direkte ind som nr. 1 på de danske albumhitlister og solgte platin. Poulsen var atter den primære sangskriver, og ved Zulu Awards 2008 modtog han prisen som "Årets sanger".
I 2009 medvirkede han på sangen "Black Shot Eyes" på The Storms album Black Luck, der udkom samme år. Selvom GAFFAs anmelder gav albummet 4 ud af 6 stjerner, skrev han, at han "dog skæmmer lydbilledet en smule." Forsangeren, Pernille Rosendahl, havde året forinden medvirket på Volbeats sang "Mary Ann's Place" fra Guitar Gangsters & Cadillac Blood.
Samme år skrev Poulsen også sangen "A Warrior's Call" til den danske bokser Mikkel Kesslers indmarch til en kamp. Poulsen er selv fan af boksning, og Kessler og Poulsen har efterfølgende udviklet et venskab. Under deres første optræden med sangen "A Warrior's Call" ved en koncert i Tilburg i Holland den 29. november 2009 kollapsede Poulsen på scenen og måtte til behandling på et sygehus. Lægerne diagnosticerede ham med burnout-syndrome (udbrændthed), der kan give influenzalignende symptomer forårsaget af søvnforstyrrelse, som han har lidt af siden barndommen. Han havde desuden været syg under de foregående koncerter. Poulsen måtte holde pause et par dage efter hændelsen.
Volbeats succes steg fortsat og deres fjerde album, Beyond Hell/Above Heaven, der udkom i 2010, toppede som nr. 1 og solgte dobbelt platin i Danmark og platin i både Østrig og Tyskland.
Under en koncert med Iced Earth i juni 2012 dukkede Poulsen pludseligt op på scenen klædt ud som deres guitarist Jon Schaffer og spillede med på deres nummer "Iced Earth".  I 2012 skrev Poulsen sleeves notes til genudgivelsen af Deaths album Spiritual Healing fra 1990.
Volbeats femte album Outlaw Gentlemen & Shady Ladies udkom i 2013, og det solgte platin i både Danmark, Tyskland og Østrig.
I 2014 medvirkede Poulsen som sanger på "Highwayman" på Iced Earths 11. album Plagues of Babylon. Sangen er en coverversion af country-supergruppen The Highwaymen. Damian J. Cousins på Metal-temple.com skrev, at det var en "skide fantastisk version". På Metalstorm.net skrev anmelderen, at det selvom det "overordnet var et godt nummer, så passer det simpelthen ikke ind i stemningen på albummet."
I november 2014 udkom bogen Michael Poulsen: Metalgangster og rock'n'roll-gentleman om Volbeat og særligt om Poulsen. Bogen blev skrevet af journalisten Jens Jam Rasmussen på trods af, at bandet flere gange havde sagt nej til hans henvendelser om at skrive en bog om dem. Poulsen havde nemlig allerede lovet en anden dansk rockjournalist, at vedkommende måtte skrive den første bog om dem. Rasmussen havde i stedet interviewet tidligere medlemmer og samarbejdspartnere af bandet, heriblandt Franz "HellBoss" Gottschalk og tourmedlemmet Hank Shermann. Poulsen udtalte ved udgivelsen, at han godt kunne "lide det, Jens skriver. Han er god. Men jeg er sgu skuffet." En anmelder fra Devilution skrev bl.a. at "bogen lider under en manglende dybde og en lidt for overfladisk gennemgang af især tiden i Dominus" samt at man som læser sidder "tilbage med en følelse af, at bogen godt kunne have brugt en lidt mere kritisk gennemgang, både hvad indhold og korrekturlæsning angår." Anmelderen gav bogen 4 ud af 5 point, men hæftede sig ved, at bogen led under, at bandet ikke havde bidraget til bogen, og at Poulsen havde takket nej til at rette manuskriptet. Han roste dog inddelingen, layoutet og billederne, der gjorde "bogen indbydende og letlæselig". Metal A Days anmelder konkluderede, at bogen var "letlæselig, letforståelig biograf (med lidt for mange slåfejl) om Michael Poulsen, der ikke burde være lavet" og gav 3 ud af 6 point.
I 2017 tjente Poulsen 26 mio. kr. på Volbeat.
I 2023 dannede Poulsen death metal bandet Asinhell sammen med Marc Grewe fra Morgoth og Morten Hansen fra Raunchy. Deres debutalbum Impii Hora blev udgivet d. 29. september.

## Udstyr
Poulsen benytter hovedsageligt Gibson SG guitarer, først en Tony Iommi signaturmodel, men senere en GT-model med Seymour Duncan pickup og herefter en Marshall JCM800 2210 model. To af hans Gibson SG-modeller er custom-made. Han spiller nogle gange på en ESP og Gibson Les Paul Goldtop. Han benytter en Ibanez Tube Screamer og aktiv støjdæmpning samt, equalizer fra Behringer og en maximizerpedal fra BBE Sonic til at lave effekter.

## Hæder
I 2006 blev Poulsen nomineret til både "Årets sanger" og "Årets komponist" ved Årets Steppeulv. To år senere blev han nomineret til "Bedste sanger" ved Danish Music Awards. Han fik prisen som "Årets Danske Sanger" til Zulu Awards i 2008. Han blev nomineret til samme pris året efter, hvor L.O.C. dog vandt den.
I 2017 blev Poulsen listet blandt 24 andre personer fra Næstved som særlige talenter, der havde gjort noget for byen og kommunen. Yderligere vil hans portræt blive malet på et kommende parkeringshus i byen af Næstved Ungdomsskole.
I oktober 2019 fik Poulsen overrakt Trelleborgfondens Kulturpris også kaldet Grundtvig-Marie Prisen. Prisen, der blev etableret i 2016, bliver givet til kunstnere eller andre kulturelle aktører, der har bidraget til og udfordret den kulturelle udvikling i Næstved eller i de omkringliggende sydsjællandske kommuner. Poulsen modtog 25.000 med prisen, og pengene valgte han at donere til foreningen Broen Næstved, som er en frivillig forening, der hjælper socialt udsatte børn og unge til et aktivt fritidsliv. Prisoverrækkelsen foregik på Rønnebæksholm i Næstved.

Den 15. juni 2020 modtog Poulsen Diskontobankens Jubilæumslegat, der er blevet uddelt siden 1935 til personer som "har udført en fortjenstfult arbejde for Næstved By eller ved sit arbejde har kastet glans over Næstved By".

## Privatliv
Poulsen voksede op i Ringsted. Han har en tvillingesøster og to ældre søstre, der også er tvillinger. Poulsens far, der var en stor fan af Volbeat, døde den 27. juni 2008 kort inden udgivelsen af Guitar Gangsters & Cadillac Blood. Sangen "Light a Way" fra samme album blev spillet til hans begravelse. En uge efter faderens død fik Poulsen tatoveret sine forældres navne, Jørn og Else, på fingrene med et bogstav på hver finger på nær tommelfingeren. Poulsen udtalte i 2016 på den canadiske radiostation Live 105, at han tror på ånder og bruger voodoo til kontakte sin afdøde far.
| Citat           | I mit liv har der været så mange forskellige tilfælde, hvor jeg er stort set hundrede procent overbevist om åndeverdenen | Citat |
| Michael Poulsen | |       |

Poulsen blev gift med sin mangeårige kæreste Lina Schøn Poulsen i marts 2010 på Graceland i Memphis, Tennessee. Herefter tog Poulsen mellemnavnet Schøn. De boede sammen i et hus i Hvidovre, men flyttede siden fra hinanden. Lina blev i Københavnsområdet, mens Poulsen købte en stor landejendom på 300 m2 ved Næstved. Parret blev skilt i foråret 2015. I et interview med BT udtalte han at "det bedste, jeg har gjort i mange år, var at flytte til Næstved" og at han kaldte byen Næshville til amerikanere, der spurgte, hvorfor han ikke flyttede til USA.
I juni 2016 havde han tabt 21 kg som følge af en omlægning af sin kost og mere motion.
I foråret 2017 fik Poulsen en datter med en ny kæreste ved navn Jeanet Carlsen. Den 13. april 2021 fik parret endnu et barn, denne gang en dreng. Parret blev gift i august 2022.
I oktober 2019 satte Poulsen sit hus til salg for knap 4,4 mio. kr. hos Pernille Sams.
I november blev det offentligt kendt, at Poulsen med familie i stedet havde købt en over 400 m2 stor villa i bydele Appenæs med udsigt over Karrebæk Fjord og Gavnø. Ejendommen havde tidligere været omtalt i flere medier, da der havde været drevet bordel i den, og den tidligere ejer havde slået sin partner ihjel.
Poulsen har siden barndommen været fan af Metallica. Efter Volbeat var været opvarmning for bandet i 2007 har Poulsen udviklet et venskab med særligt James Hetfield.
Poulsen har været fan af Kim Larsen i mange år.

## Diskografi

### Med Dominus
- View to the Dim (1994)
- The First Nine (1996)
- Vol.Beat (1997)
- Godfallos (2000)

### Med Volbeat
- The Strength / The Sound / The Songs (2005)
- Rock The Rebel / Metal The Devil (2007)
- Guitar Gangsters & Cadillac Blood (2008)
- Beyond Hell/Above Heaven (2010)
- Outlaw Gentlemen & Shady Ladies (2013)
- Seal the Deal & Let's Boogie (2016)
- Rewind, Replay, Rebound (2019)
- Servant of the Mind (2021)
- God of Angels Trust (2025)

### Med Asinhell
- Impii Hora (2023)

### Gæsteoptrædener
- "Black Shot Eyes" (2009) på Black Luck af The Storm
- "Highwayman" (2014) på Plagues of Babylon af Iced Earth